# Plataforma Tecnológica Europea
Una Plataforma Tecnológica Europea o ETP por sus siglas en inglés, es una red europea que agrupa a investigadores, empresas y otras entidades interesadas en un campo tecnológico particular, con el objetivo de fomentar la I+D en el área tratada. La primera Plataforma Tecnológica Europea, ACARE, se lanzó en el año 2001 en el sector aeronáutico. 

## Objetivos
Las Plataformas Tecnológicas Europeas proporcionan un marco de trabajo para definir prioridades en investigación y desarrollo, plazos temporales y planes de acción en diversas materias estratégicas importantes. Algunas Plataformas Tecnológicas Europeas participan en colaboraciones o asociaciones público-privadas a largo plazo en forma de Iniciativas Tecnológicas Conjuntas, contribuyendo de forma continua a la renovada Estrategia de Lisboa y al desarrollo de un Área de Investigación Europea (ERA) de conocimiento para fomentar el crecimiento. Las ETPs se han constituido como agentes de peso en el desarrollo de la política de investigación europea, de forma particular orientando a las necesidades industriales el VII Programa Marco. 

## Creación y estructura de una ETP

### Proceso de creación
En una primera fase, los agentes interesados en un área o sector específico, liderados por la industria, se agrupan para acordar una visión común sobre la tecnología del sector. 
La segunda fase es la definición de una Agenda Estratégica de Investigación, sentando las bases de los objetivos a medio-largo plazo para los avances tecnológicos en el sector. 
En una tercera fase, los agentes interesados implementan la Agenda Estratégica de Innovación con la movilización de una cantidad significativa de recursos humanos y financieros.

### Participantes en las ETPs
Los participantes habituales en una Plataforma Tecnológica Europea son:
- Industria: grande, media y pequeña, implicando a toda la cadena de producción y suministro, incluyendo a los suministradores y usuarios de componentes y equipos. También participarán entidades relacionadas con la transferencia de tecnología y el desarrollo comercial de tecnologías.
- Autoridades públicas: en su papel de creadores de políticas y como agencias financiadoras, así como de promotores y consumidores de tecnologías. Debido a su naturaleza estratégica, las plataformas tendrán un nivel europeo, sin embargo, los niveles local, nacional y regional también deben ser tenidos en cuenta.
- Institutos de investigación y comunidad académica (especialmente para fomentar la relación industria/universidad)
- Comunidad financiera: bancos privados (incluyendo el BEI), el Fondo Europeo de Inversiones, el Banco Europeo para la Reconstrucción y el Desarrollo (BERD), incubadoras de empresas, etc.
- Sociedad civil, incluyendo usuarios y consumidores: asegurando que las agendas de investigación incluyen a los consumidores futuros. En algunos casos, la participación de sindicatos puede considerarse.

## Listado de Plataformas Tecnológicas Europeas
Las ETPs son muy activas en áreas industriales de importancia, en las que alcanzar los objetivos marcados en competitividad, sostenibilidad y crecimiento futuro de Europa depende en gran medida de las investigaciones a gran escala y los avances tecnológicos a medio-largo plazo. Actualmente existen 36 ETPs activas, que pueden consultarse desde la página oficial de la Comisión Europea, y que se listan a continuación:
- Advanced Engineering Materials and Technologies - EuMaT
- Advisory Council for Aeronautics Research in Europe - ACARE
- European Biofuels Technology Platform - Biofuels
- European Construction Technology Platform - ECTP
- European Nanoelectronics Initiative Advisory Council - ENIAC
- European Rail Research Advisory Council - ERRAC
- European Road Transport Research Advisory Council - ERTRAC
- European Space Technology Platform - ESTP
- European Steel Technology Platform - ESTEP
- European Technology Platform for the Electricity Networks of the Future - SmartGrids
- European Technology Platform for Micro- and NanoManufacturing - MINAM
- European Technology Platform for Wind Energy - TPWind
- European Technology Platform on Smart Systems Integration - EPoSS
- Food for Life - Food
- Forest based sector Technology Platform - Forestry
- Future Manufacturing Technologies - MANUFUTURE
- Future Textiles and Clothing - FTC
- Global Animal Health - GAH
- Fuel Cells and Hydrogen Joint Technology Initiative - FCH-JTI
- Industrial Safety ETP - IndustrialSafety
- Innovative Medicines Initiative - IMI
- Integral Satcom Initiative - ISI
- Mobile and Wireless Communications - eMobility
- European Technology Platform Nanomedicine - ETP Nanomedicine
- Networked and Electronic Media - NEM
- Networked European Software and Services Initiative - NESSI
- Photonics21 - Photonics
- Photovoltaic Technology Platform - Photovoltaics
- Plants for the Future - Plants
- European Robotics Platform|Robotics - EUROP
- Sustainable Chemistry - SusChem
- Water Supply and Sanitation Technology Platform - WSSTP
- Waterborne ETP - Waterborne
- Zero Emission Fossil Fuel Power Plants - ZEP

## Plataformas Tecnológicas Españolas
A nivel nacional, cada país ha creado lo que se pueden considerar grupos espejo a las Plataformas Tecnológicas Europeas, que tienen como objetivo complementar a su equivalente paneuropeo. Así a todo, también se han creado Plataformas Tecnológicas españolas como respuesta a un interés manifiesto de la industria española, sin existir equivalente europeo.

### Listado de Plataformas Tecnológicas Españolas
Debido a una constante actualización y creación de Plataformas Tecnológicas a nivel nacional, resulta difícil mantener una lista actualizada de las mismas, aunque puede consultarse el catálogo de las mismas en la web del Ministerio de Ciencia e Innovación. A continuación se listan algunas de ellas:
- MANUFUTURE-E, investigación en el ámbito de la fabricación
- EUMAT-Spain, ingeniaría avanzada de materiales
- Plataforma Tecnológica Española del Acero (PLATEA)
- Plataforma Tecnológica Española de Construcción (PTEC)
- Plataforma Española de Química Sostenible
- Plataforma Española de Redes Eléctricas
- Plataforma Tecnológica Española Forestal
- Plataforma Tecnológica Española Marítima
- Plataforma Tecnológica Española del Hidrógeno y Pilas de Combustible
- Plataforma Tecnológica Española de la Pesca y la Acuicultura
- Plataforma Tecnológica Española de Medicamentos Innovadores (MedInn)
- Plataforma Tecnológica Española de Nanomedicinas
- Plataforma Tecnológica Española de Sistemas con Inteligencia Integrada (PROMETEO)
- Plataforma Tecnológica Española de Sistemas Audiovisuales en Red (eNEM) (FTP)
- Plataforma Tecnológica Española de Comunicaciones Inalámbricas (eMOV)
- Plataforma Tecnológica Española para Tecnologías para Seguridad y Confianza (eSEC)
- Plataforma Tecnológica de Iniciativa Española de Software y Servicios (INES)
- Nanoelectrónica e integración de Sistemas Inteligentes (es-eniac-ssi)
- Plataforma Tecnológica Ferroviaria Española (PTFE)
- Plataforma Tecnológica Española de Seguridad Industrial (PESI)
- Plataforma Tecnológica Española Fotovoltaica
- Plataforma Tecnológica Española CO2
- Plataforma Tecnológica Española de Automoción (AUTOnet)
- Plataforma Tecnológica en Logística Integral, Intermodalidad y Movilidad (Logistop)
- Plataforma Tecnológica Española del Riego (PTER)
- Plataforma Tecnológica del Turismo (ThinkTur)
- Plataforma Tecnológica Española de Convergencia hacia Internet del Futuro (es.INTERNET)
- Plataforma Tecnológica de la Macaronesia

### Plataformas Tecnológicas regionales
Al igual que ocurre con el caso nacional, en diversas regiones españolas se ha producido un porte del concepto de Plataforma Tecnológica a un ámbito más regional, agrupando en una misma estructura a agentes interesados en sectores más amplios que los tratados por las plataformas españolas y europeas, como pueden ser el sector de las TIC, el agroalimentario o la industria audiovisual.